# هرمان فن آیشهورن
هرمان فن آیشهورن (انگلیسی: Hermann von Eichhorn؛ ۱۳ فوریهٔ ۱۸۴۸ – ۳۰ ژوئن ۱۹۱۸) یک فرد نظامی اهل آلمان بود.